# ALL TIME SELECTION BEST
『ALL TIME SELECTION BEST』（オール・タイム・セレクション・ベスト）は、華原朋美のベストアルバム。2015年6月24日にユニバーサルJより、『ALL TIME SINGLES BEST』と2作品同時発売。

## 概要
『ALL TIME SINGLES BEST』とは対をなす、アザーサイド・ベストアルバム。歴代のカップリング曲とアルバム収録曲の中から、ファン投票を募り、収録曲を決定した。投票は20周年特設サイトにて、同年4月15日〜26日まで行われ、28日に収録曲が発表された。投票結果は公表されず、収録曲について華原は「私が思ってた曲がなかったりとか、“これが聴きたかったんだ”っていう新しい発見もあったので、とても面白い結果だった」と語っている。作品のクライマックスには、本作の為に書き下ろされた新曲「never give up!!」を収録。20周年ツアー“TOMOMI KAHARA 20th Anniversary TOUR KAHARA's HISTORY @19952015”に向けてのダンスチューンとなっている。
初回限定盤のDVDには、2014年10月1日に『MEMORIES 2 -Kahara All Time Covers-』のリリースを記念して行われた1組限定招待のプレミアムライブの模様を収録。アコースティック編成による「難破船」「HOWEVER」「雪の華」のパフォーマンス映像を収めている。
売上枚数は5151枚。

## 収録曲
(※)は、アルバム初収録曲。
| #         | タイトル                                             | 作詞                   | 作曲                                 | 編曲       | 時間  |
| --------- | ---------------------------------------------------- | ---------------------- | ------------------------------------ | ---------- | ----- |
| 1.        | 「Just a real love night」(※)                        | 小室哲哉               | 小室哲哉                             | 小室哲哉   | 5:03  |
| 2.        | 「summer visit」                                     | 小室哲哉               | 小室哲哉                             | 小室哲哉   | 6:04  |
| 3.        | 「Every morning」                                    | 小室哲哉               | 小室哲哉                             | 小室哲哉   | 5:32  |
| 4.        | 「You just gonna sing a song」                       | 小室哲哉               | 小室哲哉                             | 小室哲哉   | 5:38  |
| 5.        | 「needs somebody's love」                            | 小室哲哉               | 小室哲哉                             | 小室哲哉   | 5:07  |
| 6.        | 「True Mind」                                        | 華原朋美               | 星野靖彦                             | 明石昌夫   | 5:10  |
| 7.        | 「好きは世界一長い言葉」                             | 渡辺なつみ             | solaya                               | 羽毛田丈史 | 4:47  |
| 8.        | 「運命の糸」(※)                                      | 園田凌士               | 森山輝一                             | 森山輝一   | 4:33  |
| 9.        | 「I'm proud (2013 Orchestra Ver.)」                  | 小室哲哉               | 小室哲哉                             | 武部聡志   | 4:43  |
| 10.       | 「DEPARTURES」                                       | 小室哲哉               | 小室哲哉                             | 武部聡志   | 5:44  |
| 11.       | 「やさしさで溢れるように」                           | 小倉しんこう、亀田誠治 | 小倉しんこう                         | 本間昭光   | 5:32  |
| 12.       | 「HOWEVER」                                          | TAKURO                 | TAKURO                               | 遠山哲朗   | 5:48  |
| 13.       | 「見上げてごらん夜の星を」                           | 永六輔                 | いずみたく                           | 武部聡志   | 4:13  |
| 14.       | 「レット・イット・ゴー 〜ありのままで〜 [日本語歌]」 | 高橋知伽江             | Kristen Anderson-Lopez, Robert Lopez | 武部聡志   | 4:08  |
| 15.       | 「never give up!!」(※)                               | Jam9                   | Jam9, ArmySlick                      | ArmySlick  | 4:14  |
| 合計時間: | 合計時間:                                            | 合計時間:              | 合計時間:                            | 合計時間:  | 76:16 |